# صميم (اسم)
صميم هو اسم علم مذكر من أصل عربي، ومعناه هو الشجاع الشديد صاحب العزم والرأي، والأسد.

## وصلات خارجية
- موسوعة السلطان قابوس لأسماء العرب نسخة محفوظة 5 أبريل 2019 على موقع واي باك مشين.